# Huset Lancaster

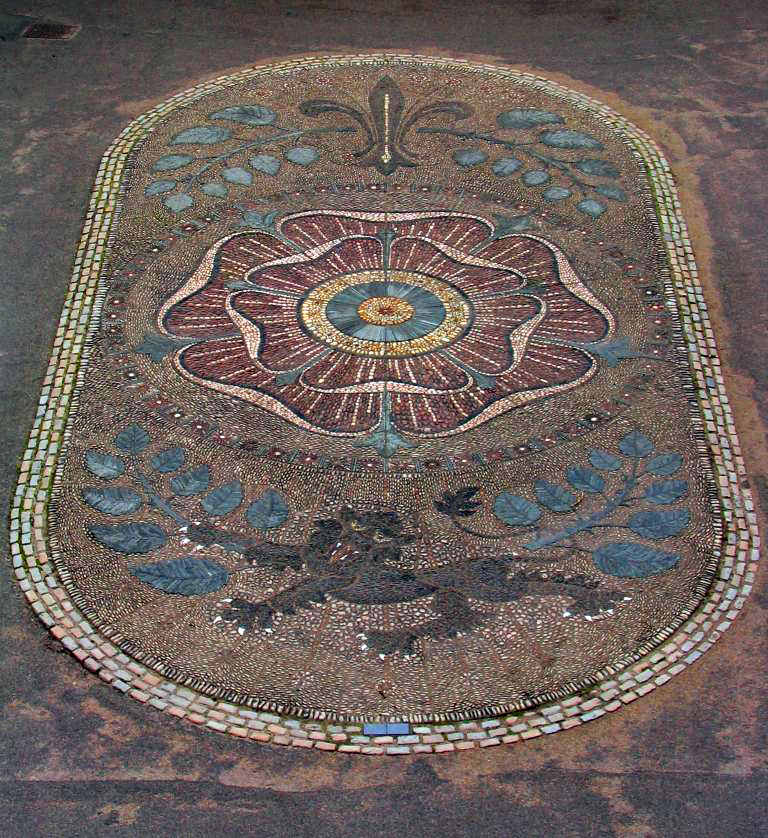
En golvstensmosaik, som visar heraldiska mönster förknippade med huset Lancaster

Huset Lancaster var ett engelskt kungahus, en av parterna som var inblandade i Rosornas krig, ett återkommande inbördeskrig som påverkade England och Wales under 1400-talet. Huset kallades Lancaster eftersom dess medlemmar var ättlingar till Johan av Gent, hertig av Lancaster, och deras symbol var en röd ros.
Huset Lancaster motståndare var Huset York. Rivaliteten mellan York och Lancaster, i form av grevskapen Yorkshire och Lancashire, har fortsatt in i våra dagar på mer vänskaplig nivå.
Huset Tudor härstammade från Lancasters genom Margaret Beaufort, barnbarn till Johan av Gent, som gifte sig med Edmund Tudor, earl av Richmond, och blev mor till Henrik VII av England.

## Drottning av Sverige
- Filippa, drottninggemål 1406 till kung Erik i ätten Grip, även dansk och norsk drottning, född prinsessa av England

## Kungar i Huset Lancaster
- Henrik IV av England, regerade 1399–1413
- Henrik V av England, regerade 1413–1422
- Henrik VI av England, regerade 1422–1461 och 1470–1471